# Balsas (Brasile)
Balsas è un comune del Brasile nello stato del Maranhão, parte della mesoregione del Sul Maranhense e della microregione di Gerais de Balsas.